# Castel di Sangro Calcio 2000-2001
Questa voce raccoglie le informazioni riguardanti il Castel di Sangro Calcio nelle competizioni ufficiali della stagione 2000-2001.

## Rosa
| N. |                   | Ruolo | Calciatore          |
| -- | ----------------- | ----- | ------------------- |
|    | Italia (bandiera) | A     | Alberto Bernardi    |
|    | Italia (bandiera) | D     | Giuseppe Bianchini  |
|    | Italia (bandiera) | C     | Fabrizio Boccacini  |
|    | Italia (bandiera) | D     | Riccardo Bocchini   |
|    | Italia (bandiera) | D     | Armando Bonfanti    |
|    | Italia (bandiera) | D     | Alfonso Caruso      |
|    | Italia (bandiera) | C     | Simone Confalone    |
|    | Italia (bandiera) | C     | Giovanni Conversano |
|    | Italia (bandiera) | A     | Nunzio Falco        |
|    | Italia (bandiera) | C     | Andrea Farabegoli   |
|    | Svezia (bandiera) | A     | Patrik Fredholm     |
|    | Italia (bandiera) | D     | Luca Galuppi        |
|    | Italia (bandiera) | P     | Paolo Ginestra      |
|    | Italia (bandiera) | P     | Roberto Mancinelli  |

| N. |                   | Ruolo | Calciatore                |
| -- | ----------------- | ----- | ------------------------- |
|    | Italia (bandiera) | C     | Fabio Manganiello         |
|    | Italia (bandiera) | C     | Giorgio Marinucci Palermo |
|    | Italia (bandiera) | C     | Daniele Moretti           |
|    | Italia (bandiera) | A     | Federico Nofri Onofri     |
|    | Italia (bandiera) | A     | Alessandro Noselli        |
|    | Italia (bandiera) | C     | Andrea Parentela          |
|    | Italia (bandiera) | P     | Alberto Passoni           |
|    | Italia (bandiera) | D     | Fabio Pittilino           |
|    | Italia (bandiera) | D     | Fabio Rimedio             |
|    | Italia (bandiera) | C     | Giovanni Rosamilia        |
|    | Italia (bandiera) | C     | Giuseppe Scienza          |
|    | Italia (bandiera) | C     | David Stefani             |
|    | Italia (bandiera) | A     | Massimiliano Varricchio   |
|    | Italia (bandiera) | D     | Gianluca Zanetti          |

## Risultati

### Campionato

#### Girone di andata
| Arbitro: | Romeo (Verona) |

|                |           |          |
| Varricchio 18’ | Marcatori | 28’ Elia |

| Arbitro: | Ponzalli (Firenze) |

|                                     |           |                             |
| De Angelis 32’, 90+1’ Di Giulio 48’ | Marcatori | 45+2’ Stefani 70’ Confalone |

| Arbitro: | Evangelista (Avellino) |

|                |           |                      |
| Varricchio 30’ | Marcatori | 18’ Zeoli 48’ Turchi |

| Nocera Inferiore 24 settembre 2000 4ª giornata | Nocerina         | 0 – 0 referto | Castel di Sangro | Stadio San Francesco d'Assisi (2 995 spett.)\| Arbitro: \| Liberti (Genova) \| |
| Arbitro:                                       | Liberti (Genova) |               |                  |                                                                                |

| Arbitro: | Ferraro (Crotone) |

|                                 |           |                                         |
| Rosamilia 8’ Moretti 39’ (rig.) | Marcatori | 22’ Amore 35’ (rig.) Fontana 60’ Caputo |

| Arbitro: | Rubino (Salerno) |

|  |           |                                  |
|  | Marcatori | 25’ Confalone 68’ (rig.) Moretti |

| Arbitro: | Lambertini (Bologna) |

|                                               |           |                     |
| Moretti 29’, 33’ Varricchio 42’ Confalone 62’ | Marcatori | 90+1’ (rig.) Farris |

| Giulianova 22 ottobre 2000 8ª giornata | Giulianova        | 0 – 0 referto | Castel di Sangro | Stadio Rubens Fadini (2 596 spett.)\| Arbitro: \| Cruciani (Pesaro) \| |
| Arbitro:                               | Cruciani (Pesaro) |               |                  |                                                                        |

| Arbitro: | Giachero (Pinerolo) |

|                                                      |           |                |
| Moretti 15’, 51’ (rig.) Rosamilia 33’ Varricchio 87’ | Marcatori | 45+1’ Moscelli |

| Castel di Sangro 5 novembre 2000 10ª giornata | Castel di Sangro    | 0 – 0 referto | Messina | Stadio Teofilo Patini (1 122 spett.)\| Arbitro: \| De Marco (Chiavari) \| |
| Arbitro:                                      | De Marco (Chiavari) |               |         |                                                                           |

| Arbitro: | Benedetto (Messina) |

|                                        |           |                                              |
| Di Giannatale 54’ Del Prete 61’ (rig.) | Marcatori | 28’ (rig.) Falco 35’ Rosamilia 45+3’ Noselli |

| Arbitro: | Mariuzzo (Venezia) |

|              |           |              |
| Bonfanti 32’ | Marcatori | 35’ Zappella |

| Arbitro: | Vicinanza (Albenga) |

|  |           |                                |
|  | Marcatori | 32’ Conversano 90+3’ Pittilino |

| Arbitro: | Giannoccaro (Lecce) |

|  |           |                                 |
|  | Marcatori | 73’ Varricchio 90+3’ Boccaccini |

| Arbitro: | Dattilo (Locri) |

|              |           |                |
| Rosamilia 2’ | Marcatori | 90+1’ Pandolfi |

| Arbitro: | Belloli (Bergamo) |

|                                  |           |  |
| Bucaro 5’ Mendil 48’ Mascara 69’ | Marcatori |  |

| Arbitro: | Niccolai (Livorno) |

|                |           |                            |
| Varricchio 54’ | Marcatori | 44’ L. Amoruso 56’ Panetto |

#### Girone di ritorno
| Arbitro: | Ponzalli (Firenze) |

|              |           |  |
| Cappioli 26’ | Marcatori |  |

| Arbitro: | Tonin (Piombino) |

|                                          |           |  |
| Rosamilia 17’ Boccaccini 20’ Colella 45’ | Marcatori |  |

| Arbitro: | Santucci (Reggio Calabria) |

|                      |           |  |
| Ambrosi 53’ Pane 69’ | Marcatori |  |

| Castel di Sangro 4 febbraio 2001 21ª giornata | Castel di Sangro   | 0 – 0 referto | Nocerina | Stadio Teofilo Patini (876 spett.)\| Arbitro: \| Brunialti (Trento) \| |
| Arbitro:                                      | Brunialti (Trento) |               |          |                                                                        |

| Arbitro: | Ioseffi (Siena) |

|                            |           |  |
| Fontana 27’ Passiatore 48’ | Marcatori |  |

| Arbitro: | Giachero (Pinerolo) |

|                      |           |            |
| Noselli 90+3’ (rig.) | Marcatori | 62’ Rimino |

| Arbitro: | Ambrosino (Torre del Greco) |

|  |           |                 |
|  | Marcatori | 90+2’ Confalone |

| Arbitro: | Ciampi (Pisa) |

|                                    |           |                          |
| Varricchio 7’ Noselli 90+3’ (rig.) | Marcatori | 37’ Putelli 68’ Califano |

| Arbitro: | Rocchi (Firenze) |

|  |           |                              |
|  | Marcatori | 32’ Varricchio 51’ Confalone |

| Arbitro: | Bergonzi (Genova) |

|                        |           |              |
| Torino 18’ (rig.), 84’ | Marcatori | 4’ Confalone |

| Arbitro: | Banti (Livorno) |

|             |           |              |
| Moretti 35’ | Marcatori | 88’ Tridente |

| Arbitro: | Bianchi (Lucca) |

|  |           |                              |
|  | Marcatori | 67’ Confalone 78’ Varricchio |

| Arbitro: | Giachero (Pinerolo) |

|             |           |                                             |
| Colella 65’ | Marcatori | 17’ Federici 56’ (rig.), 80’ (rig.) Alfieri |

| Arbitro: | Carlucci (Molfetta) |

|                |           |  |
| Varricchio 63’ | Marcatori |  |

| Arbitro: | Rossi (San Marino) |

|  |           |             |
|  | Marcatori | 18’ Noselli |

| Arbitro: | Mariuzzo (Venezia) |

|                |           |               |
| Varricchio 90’ | Marcatori | 32’ Silvestri |

| Arbitro: | Benedetti (Vicenza) |

|                                        |           |               |
| Amoruso 3’, 17’ Langella 34’, 39’, 88’ | Marcatori | 5’ Varricchio |